# 南アルプス完熟農園
南アルプス完熟農園（みなみアルプスかんじゅくのうえん）は、山梨県南アルプス市に存在した観光型農場である。

## 概要
6次産業の拠点として中部横断自動車道南アルプスインターチェンジ前の土地を整備し、2015年6月12日にオープン。
運営母体は株主会社南アルプスプロデュースであるが、設立の際南アルプス市が全額出資した実質的な市営企業であり、市から職員が派遣されたほか、
設立や整備費など8億円を開業までに出資している。市が多額の出資をした理由として市内には登山や果物狩りを利用するなどで年間60万から70万人の観光客が訪れているが、食事や土産物店の不足によりそれらを求めて市外へ流出することが多かったことから、完熟農園の開業により市内に留まることを期待されており、出資金も売上で償還できると予測していた。

## 経営破綻
準備不足によりオリジナル商品が揃わないまま開園を迎え、また開園後も天候不良などで売り上げが伸び悩み、10月には資金繰りが悪化。運転資金が枯渇したことで賃金の支払いや卸売代金が支払えない状況となり、金融機関からの融資も期待できないことからオープンからわずか半年後の2016年1月25日に営業を停止し事実上経営破綻した。
資金繰りが悪化すると運営会社の株主である南アルプス市は5000万円の追加融資を行ったが、破綻時点で1億5000万円の赤字が発生しており、ほかにもリース料やキャンセル料の支払いなど負債総額は5億円から7億4000万円にのぼるとみている。
開業時の運営会社社長である中込博文は前市長であり、上述の通り運営会社の設立や完熟農園の開業時に多額の市税を出資している。市庁舎の建替えについて推進の立場をとっていた前市長は2015年4月に行なわれた市長選で建替え反対派の金丸一元に敗れたが、運営会社の社長には開業時まで留まっている。その後元市職員で前市長の秘書を務めていた桜本一幸が就任したが、12月25日に行なわれた臨時株主総会にて現市長によって解任の動議が諮られ、6人中4人が解任に反対したが議決権の4分の3を持つ市長の判断により解任が決定した。そして市は再建の目処が立たないとして2016年1月25日に施設を閉鎖し、同月29日に甲府地方裁判所へ破産手続き開始の申し立てを行なっている。
この経緯について設立に協力し開業後も売店に農作物を出荷してきた生産者協議会の副会長は閉鎖の際「一切の説明なく突然、破産申請すると言われた」「今回の市長の対応で南アルプス市の信用は大きく失墜した」と市の対応を批判したが、市内の会社経営者は「（現在の）市長の悪口ばかり」「起業経営者として甘すぎる」と前市長や生産者協議会を批判するなど対立が発生していると報じられている。一方で南アルプス市議会は完熟農園の再建を求める決議を採決し市長に決議文を手渡したが、金丸一元市長は再建は難しいと消極的な立場を取っている。
2020年、市は2022年を目処に跡地を再開発する企業の募集を始めるとし、新型コロナウイルスの影響で遅れたが、2021年10月に事業者の募集を開始し、2022年4月に事業者を選定するとしている。

## 跡地利用
2022年7月にホールセールクラブのコストコが2024年を目処に敷地内へ出店し
、県内企業が主体となって直売所やレストランも開設されることが発表された。そして2024年6月30日に農園跡地西側に交流施設「fumotto南アルプス」が、2025年4月11日には農園跡地東側に「コストコホールセール南アルプス倉庫店」がオープンした。

## 施設
公式サイトが閉鎖されたため山梨日日新聞運営の「南アルプスふるさとメール」から引用する。
- 完熟農園レストラン（バイキング形式のレストラン）
- 完熟農園マルシェ（市特産の果物や野菜、オリジナルブランドのソーセージなどの直売所）
- 果樹園
- 野菜畑